# Łowcza
Łowcza – wieś w Polsce położona w województwie lubelskim, w powiecie chełmskim, w gminie Sawin.
| SIMC    | Nazwa        | Rodzaj    |
| ------- | ------------ | --------- |
| 0106951 | Maczuły      | część wsi |
| 0106968 | Podmalinówka | część wsi |

Cerkiew greckokatolicka spłonęła w roku 1851. W latach 1954–1968 wieś należała i była siedzibą władz gromady Łowcza, po jej zniesieniu w gromadzie Sawin. W latach 1975–1998 miejscowość administracyjnie należała do województwa chełmskiego.
Administracyjnie wieś jest sołectwem. Według Narodowego Spisu Powszechnego (III 2011 r.) liczyła 98 mieszkańców i była piętnastą co do wielkości miejscowością gminy Sawin.
Wierni Kościoła rzymskokatolickiego należą do parafii Przemienienia Pańskiego w Sawinie.
W miejscowości znajduje się Sala Królestwa miejscowego zboru Świadków Jehowy.